# Nazionale italiana cantanti
Die Nazionale italiana cantanti (NIC) („Italienische Sänger-Fußballnationalmannschaft“), auch kurz Nazionale cantanti, ist eine italienische Fußballmannschaft, die sich aus bekannten italienischen Sängern zusammensetzt. Sie wurde 1981 gegründet und verfolgt wohltätige Zwecke.

## Geschichte
Die Mannschaft geht auf eine Idee von Liedtexter Mogol zurück, bekannte Vertreter der italienischen Popmusikszene zusammenzuführen, um für wohltätige Zwecke Fußball zu spielen. Bereits seit 1969 hatte er gelegentlich Spiele organisiert; 1981 gelang es ihm, eine feste Mannschaft zusammenzustellen. Diese bestand nebst ihm selbst aus Gianni Morandi, Andrea Mingardi, Riccardo Fogli, Umberto Tozzi, Pupo, Paolo Mengoli, Pino D’Angiò, Gianni Bella, Sandro Giacobbe und Oscar Prudente. Mit von der Initiative war der junge Manager Gianluca Pecchini. Nach Startschwierigkeiten erfuhr das Projekt immer mehr Aufmerksamkeit. 1984 stießen Enrico Ruggeri und Eros Ramazzotti dazu, ein Spiel im Stadio Luigi Ferraris wurde ein großer Erfolg, die Einnahmen gingen an das Ospedale Gaslini in Genua.
Ein erstes Auslandsspiel führte nach Belgrad. Neu kam Luca Barbarossa in die Mannschaft. 1987 nahm die Mannschaft Vereinsstruktur an, beteiligt waren nun etwa Paolo Vallesi, Ligabue, Biagio Antonacci, Luca Carboni oder Paolo Belli. Im selben Jahr gewannen Gianni Morandi, Enrico Ruggeri und Umberto Tozzi das Sanremo-Festival, und ihr Siegerlied Si può dare di più wurde auch zur Hymne der Mannschaft erklärt. Mit wachsender Bekanntheit wurde 1992 das Projekt La partita del cuore ins Leben gerufen, ein im Fernsehen übertragenes jährliches Fußballspiel der Nazionale italiana cantanti. Am 3. Juni des Jahres fand im Olympiastadion Rom mit großem Erfolg das erste Spiel statt, dessen Einnahmen an die Associazione Italiana contro le leucemie (Leukämie) und die Associazione donatori di midollo osseo (Knochenmarkspende) gingen. Im Jahr 2000 erregte die Partita del cuore besondere Aufmerksamkeit, da die gegnerische Mannschaft sich aus Palästinensern und Israelis zusammensetzte und unter den Ehrengäste die Friedensnobelpreisträger Schimon Peres und Jassir Arafat waren.
Der Verein ist mittlerweile als ONLUS organisiert. Eine Vielzahl junger und älterer italienischer Sänger nahm bereits an Spielen der Mannschaft teil und die Partita del cuore ist ein jährliches Fernsehevent. 2005 wurde La Partita del Cuore – Umanità senza Confini als eigene Non-Profit-Organisation eingerichtet.

## Aktuelle Zusammensetzung
Die Liste folgt den Angaben auf der offiziellen Website.
- Luca Barbarossa
- Paolo Belli
- Raoul Bova
- Briga
- Alessandro Casillo
- Clementino
- Niccolò Fabi
- Lorenzo Fragola
- Sandro Giacobbe
- Rocco Hunt
- Antonio Maggio
- Neri Marcorè
- Marco Masini
- Moreno
- Pupo
- Enrico Ruggeri
- Luca Fainello und Diego Fainello
- Paolo Vallesi

## Nazionale cantanti Hip Hop
Als jüngerer Ableger der NIC setzt sich die Nazionale cantanti Hip Hop (NHH) aus Rappern und jüngeren Sängern zusammen. Die Mitglieder überschneiden sich zum Teil mit denen der Hauptmannschaft:
- Alessandro Casillo
- Clementino
- Marco Filadelfia
- Rocco Hunt
- Andrea Maestrelli
- Moreno
- Emiliano Pepe
- Roofio (Two Fingerz)
- Shade

## Ausgaben derPartita del cuore
| Nr. | Jahr | Spielort           | Stadion                                     | Gegnerische Mannschaft                                                      | Ergebnis                                                                        | Unterstützte Projekte                                                                  | Moderatoren                                                         |
| --- | ---- | ------------------ | ------------------------------------------- | --------------------------------------------------------------------------- | ------------------------------------------------------------------------------- | -------------------------------------------------------------------------------------- | ------------------------------------------------------------------- |
| 1   | 1992 | Rom                | Olympiastadion Rom                          | Telecronisti (RAI)                                                          | 5:6                                                                             | ATMOS, ADMO                                                                            | Fabrizio Frizzi                                                     |
| 2   | 1993 | Palermo            | Stadio Renzo Barbera                        | Piloti di Formula 1 (Formel-1-Piloten)                                      | 0:1                                                                             | AIL, ADMO                                                                              | Fabrizio Frizzi                                                     |
| 3   | 1994 | Neapel             | Stadio San Paolo                            | Campioni dello Sport                                                        | 3:2                                                                             | UNICEF, FISD, ADMO                                                                     | Fabrizio Frizzi                                                     |
| 4   | 1995 | Mailand            | Giuseppe-Meazza-Stadion                     | Nazionale Magistrati (Richter und Staatsanwälte)                            | 1:3                                                                             | ASM, ALMIS, ADMO                                                                       | Fabrizio Frizzi                                                     |
| 5   | 1996 | Verona             | Stadio Marcantonio Bentegodi                | Nazionale Politici (Politiker)                                              | 2:2                                                                             | Preti coraggio, Associazione per l’aiuto ai giovani con diabete, ABEO, AGARS           | Fabrizio Frizzi                                                     |
| 6   | 1997 | Bologna            | Stadio Renato Dall’Ara                      | Nazionale Politici                                                          | 6:5                                                                             | Associazione nazionale tumori, AICE u. a.                                              | Fabrizio Frizzi                                                     |
| 7   | 1998 | Cagliari           | Stadio Sant’Elia                            | Nazionale italiana Arbitri (Schiedsrichter)                                 | 2:3                                                                             | IRPUE, L’aquilone u. a.                                                                | Fabrizio Frizzi                                                     |
| 8   | 1999 | Florenz            | Stadio Artemio Franchi                      | Nazionale italiana piloti (Piloten)                                         | 1:1                                                                             | Croce azzurra, FAO, Misericordia u. a.                                                 | Fabrizio Frizzi                                                     |
| 9   | 2000 | Rom                | Olympiastadion Rom                          | All Stars for Peace                                                         | 5:6                                                                             | FAO u. a.                                                                              | Fabrizio Frizzi                                                     |
| 10  | 2001 | Genua              | Stadio Luigi Ferraris                       | Nazionale italiana piloti                                                   | 1:1                                                                             | FAO, Emergency, UNICEF u. a.                                                           | Fabrizio Frizzi                                                     |
| 11  | 2002 | Reggio Calabria    | Stadio Oreste Granillo                      | Inviati della solidarietà                                                   | 4:3                                                                             | CEFA u. a.                                                                             | Fabrizio Frizzi                                                     |
| 12  | 2003 | Reggio nell’Emilia | Stadio di Reggio Emilia Città del Tricolore | Team Ferrari                                                                | 1:4                                                                             | Croce Rossa Italiana, AISM, Reggio nel mondo                                           | Amadeus und Vanessa Incontrada                                      |
| 13  | 2004 | Florenz            | Stadio Artemio Franchi                      | UK Cup Stars                                                                | 6:6                                                                             | AFAA u. a.                                                                             | Milly Carlucci                                                      |
| 14  | 2005 | Mailand            | Giuseppe-Meazza-Stadion                     | Golden Team for Children                                                    | 6:5                                                                             | Richard Gere Foundation u. a.                                                          | Fabrizio Frizzi                                                     |
| 15  | 2006 | Verona             | Stadio Marcantonio Bentegodi                | Italia mondiale                                                             | 6:2                                                                             | ABEO, ADMO                                                                             | Fabrizio Frizzi                                                     |
| 16  | 2007 | Neapel             | Stadio San Paolo                            | Napoli mondiale                                                             | 7:3                                                                             | Fondazione Cannavaro Ferrara u. a.                                                     | Fabrizio Frizzi und Tosca D’Aquino                                  |
| 17  | 2008 | Rom                | Olympiastadion Rom                          | Unica                                                                       | 6:6                                                                             | CAMPUS della legalità+ varie                                                           | Fabrizio Frizzi und Pupo                                            |
| 18  | 2009 | Turin              | Olympiastadion Turin                        | Ale 10+                                                                     | 6:6                                                                             | ADISCO und Wiederaufbau in den Abruzzen                                                | Fabrizio Frizzi                                                     |
| 19  | 2010 | Modena             | Stadio Alberto Braglia                      | Telethon-Team mit Ferrari-Piloten                                           | 8:8                                                                             | Telethon, Parco della Musica                                                           | Fabrizio Frizzi und Milly Carlucci                                  |
| 20  | 2011 | Parma              | Stadio Ennio Tardini                        | drei Spiele zwischen NIC, Telethon-Team und Nazionale Italiana Parlamentari | 3:1 (cantanti:telethon) 1:3 (parlamentari:telethon) 1:2 (parlamentari:cantanti) | Telethon, Campus della legalità                                                        | Fabrizio Frizzi und Mara Venier                                     |
| 21  | 2012 | Palermo            | Stadio Renzo Barbera                        | Nazionale italiana magistrati                                               | 0:2                                                                             | Associazione Falcone Borsellino                                                        | Fabrizio Frizzi und Teresa Mannino                                  |
| 22  | 2013 | Turin              | Juventus Stadium                            | Team Campioni per la Ricerca                                                | 9:9                                                                             | Istituto di Candiolo per la Ricerca e la Cura del Cancro, Telethon                     | Fabrizio Frizzi und Cristina Chiabotto                              |
| 23  | 2014 | Florenz            | Stadio Artemio Franchi                      | Team Emergency                                                              | 4:4                                                                             | Emergency                                                                              | Carlo Conti                                                         |
| 24  | 2015 | Turin              | Juventus Stadium                            | Team Campioni per la Ricerca                                                | 4:4                                                                             | Fondazione Piemontese per la Ricerca sul Cancro, Telethon                              | Amadeus, Claudio Lippi, Pupo und Max Giusti                         |
| 25  | 2016 | Rom                | Stadio Olimpico                             | Cinema Stars                                                                | 5:4                                                                             | Telethon, Fondazione Bambino Gesù                                                      | Fabrizio Frizzi, Flavio Insinna, Francesca Fialdini und Flora Canto |
| 26  | 2017 | Turin              | Juventus Stadium                            | Team Campioni per la Ricerca                                                | 5:5                                                                             | Fondazione Piemontese per la Ricerca sul Cancro, Telethon                              | Fabrizio Frizzi                                                     |
| 27  | 2018 | Genua              | Stadio Luigi Ferraris                       | Campioni del Sorriso                                                        | 6:3                                                                             | Fondazione Istituto Giannini Gaslini e Associazione Italiana per la Ricerca sul Cancro | Carlo Conti und Antonella Clerici                                   |
| 28  | 2019 | Turin              | Juventus Stadium                            | Team Campioni per la Ricerca                                                | 2:3                                                                             | Fondazione Piemontese per la Ricerca sul Cancro, Telethon                              | Carlo Conti                                                         |

## Belege
1. ↑  Partita del Cuore – Umanità Senza Confini Onlus. La Partita del Cuore, abgerufen am 15. September 2016 (italienisch).
2. ↑  Archivi calciatori. Nazionale cantanti, archiviert vom Original (nicht mehr online verfügbar) am 16. September 2016; abgerufen am 15. September 2016 (italienisch).  Info: Der Archivlink wurde automatisch eingesetzt und noch nicht geprüft. Bitte prüfe Original- und Archivlink gemäß Anleitung und entferne dann diesen Hinweis.
3. ↑  Nic Hip Hop. Nazionale cantanti, archiviert vom Original (nicht mehr online verfügbar) am 16. September 2016; abgerufen am 15. September 2016 (italienisch).  Info: Der Archivlink wurde automatisch eingesetzt und noch nicht geprüft. Bitte prüfe Original- und Archivlink gemäß Anleitung und entferne dann diesen Hinweis.